# Деревообробна вулиця (Київ)
Деревообро́бна ву́лиця — вулиця в Голосіївському районі міста Києва, місцевість Нижня Теличка. Пролягає від вулиці Будіндустрії до Деревообробного комбінату (від якого і походить її назва). 

## Історія
Вулиця виникла в середині XX століття. Сучасна назва — з 1958 року.

## Установи та заклади
- Київський деревообробний комбінат (буд. № 5)
- Проектний інститут «Укрспецтунельпроект» (буд. № 5)
- Виробничо-торговельне підприємство «Граніт Майстер» (буд. № 5)